# Jumana Manna
Jumana Manna est une artiste contemporaine palestinienne née en 1987 à Princeton (États-Unis), autrice notamment de films et sculptures,. Ses œuvres explorent les relations de pouvoir et leurs matérialisations. En 2019, elle est basée à Berlin.

## Biographie
Jumana Manna naît aux États-Unis mais grandit à Jérusalem. Elle suit des cours à l’Académie nationale des beaux-arts d’Oslo et au California Institute of the Arts.
Dans les années 2010, elle participe à de nombreuses expositions personnelles ou collectives et à des festivals de cinéma. Son travail est exposé dans le pavillon des pays nordiques de la 57e Biennale de Venise, ainsi qu'à la Berlinale.

## Œuvres
En 2010, Blessed Blessed Oblivion (vidéo, 23 min) se penche sur la culture « thug » du quartier de Silwan, à Jérusalem, et met en scène la masculinité des habitants, qui sont filmés chez le barbier, dans une station de lavage pour voitures, ou à la salle de musculation. L’œuvre est inspirée de Scorpio Rising, film expérimental réalisé par Kenneth Anger en 1964 et fait partie des collections du Centre Pompidou.
En 2018, son long-métrage Wild Relatives suit le transfert de graines depuis la réserve mondiale de semences du Svalbard vers un centre de recherches syrien qui a dû se réimplanter au Liban à la suite de la guerre en Syrie. Le film explore de nombreux thèmes et suit plusieurs personnes en Norvège, en Syrie et au Liban, et privilégie aussi la contemplation.
Son long métrage Cueilleurs (Al-Yad Al-Khadra, 2022) s'attache à mettre en lumière le lien qu'entretiennent les palestiniens et les palestiniennes avec la terre par la pratique de la cueillette sauvage de plante comestibles, comme le zaatar ou l'akkoub (artichaut sauvage) malgré son interdiction par les lois israéliennes de protection de la nature.

## Distinctions
Elle obtient sa première récompense en 2012 : le A.M. Qattan Foundations' Young Palestinian Artist Award.
Elle est lauréate du Ars viva Prize for Visual Arts en 2017. La même année, elle est également nommée au Preis der Nationalgalerie für junge Kunst et l'année suivante, elle figure parmi les finalistes du New Visions Award.